# Eunoe sentiformis
Eunoe sentiformis är en ringmaskart som beskrevs av Uschakov 1958. Eunoe sentiformis ingår i släktet Eunoe och familjen Polynoidae. Inga underarter finns listade i Catalogue of Life.